# 에런 로언드
에런 라이언 로언드(Aaron Ryan Rowand, 1977년 8월 29일 ~ )는 전 미국의 프로 야구 선수로 메이저 리그 베이스볼의 중견수였다. 그는 시카고 화이트삭스, 필라델피아 필리스와 샌프란시스코 자이언츠를 위하여 활약하였다.

## 어린 시절과 대학 경력
로언드가 10세 즈음이었을 때 그는 부친 밥과 함께 성인 리그에서 자주 슬로피치 소프트볼을 하였다. 그는 캘리포니아주에 있는 글렌도라 고등학교에서 수학하여 1995년에 졸업하였다. 뉴욕 메츠에 의하여 드래프트된 그는 대신 대학을 가는 데 선출하였다.
1996년부터 1998년까지 캘리포니아 주립 대학교 풀러턴에서 수학하였다. 1998년 로언드는 그해 아마추어 드래프트의 첫 라운드에서 시카고 화이트삭스에 의하여 선택되기 전에 올아메리카 명예를 얻었다. 그의 시니어 시즌 동안에 로언드는 27개의 2루타를 가졌다.

## 메이저 리그 경력

### 시카고 화이트삭스 (2001 ~ 2005)
2001년 6월 15일 로언드는 처음으로 시카고 화이트삭스로 소집되었다. 그는 다음날에 세인트루이스 카디널스를 상대로 대타자로서 화이트삭스를 위한 자신의 첫 메이저 리그 데뷔를 하였다. 그는 .293 점의 평균을 쳐서 아메리칸 리그 루키들 중에 자신의 루키 시즌 4위를 하였다. 6월 19일 그는 캔자스시티 로열스의 투수 토니 코건을 상대로 자신의 첫 메이저 리그 타구를 수집하였다.

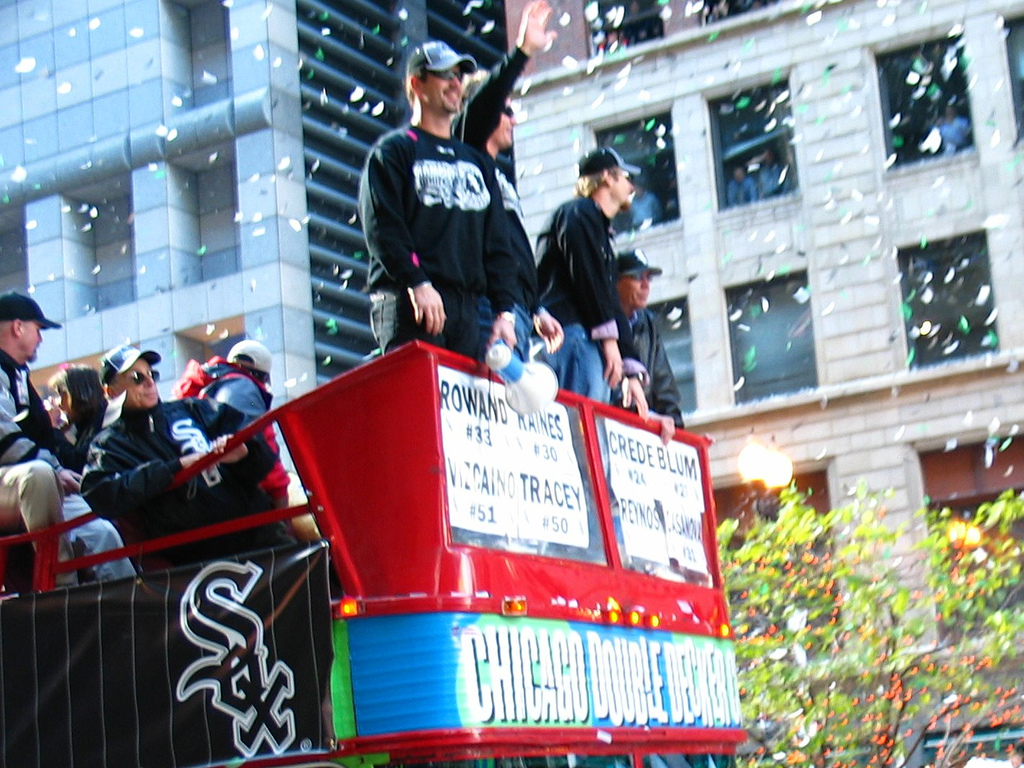
2005년 월드 시리즈에서 우승한 화이트삭스의 행렬에서

2002년 오프 시즌에 로언드는 오토바이 사고로 자신의 왼쪽의 어깨뼈와 갈비뼈가 부러진 고통을 겪고 봄 훈련의 일부를 회복하는 데 보냈다. 2003년 로언드는 자신의 60개의 경기에서 .133점을 친 후에 마이너 리그로 보내졌으나 32개의 경기를 보내고 메이저 리그로 돌아와 .387점을 쳤다.
2004년는 타석에서 500에 가까운 그의 첫 시즌이고 로언드는 자신 경력에서 처음으로 정규적 선발 투수로 자신을 설립하였다. 로언드는 본루에서 인내심을 보이고 .361점에서 자신의 두번째로 가장 높은 경력 출루율을 배치하였다.
2005년 화이트삭스와 함께 그는 77점과 30개의 2루타와 함께 .270점의 타구 평균을 가졌다. 그는 32번이나 4구에 의한 출루를 가지고 116개의 스트라이크아웃에 비교되었다. 그는 .329점의 출루율과 .407점의 장타율을 가졌다. 그는 또한 총 235개의 누를 수집하기도 하였다. 그해에 센터에서 그는 338개의 자살을 수집하고 3개 만의 오류를 가졌다. 그는 .978점의 수비율을 가졌다.
그해 시카고 화이트삭스는 월드 시리즈를 우승하였다. 공식적 이후의 시즌에서 그는 8점과 6새의 2루타와 함께 .267범의 타구 평균을 가졌다.

### 필라델피아 필리스 (2006 ~ 2007)

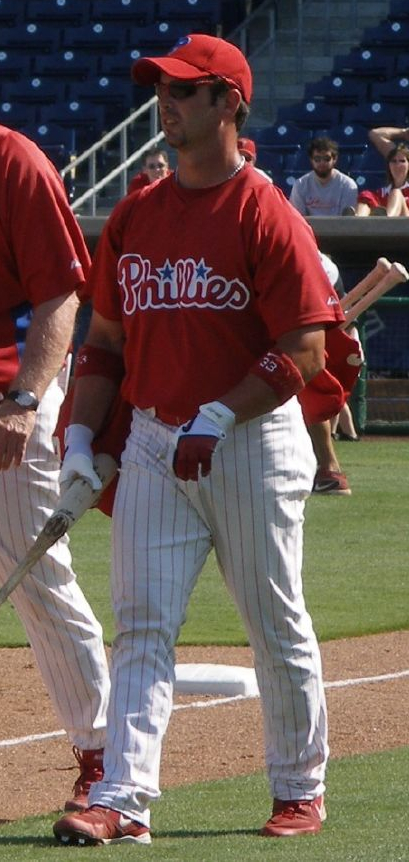
필라델피아 필리스 시절의 로언드

2005년 11월 23일 로언드는 1루수 짐 토미를 위하여 마이너 리그 투스들 기오 곤살레스와 대니얼 헤이그우드와 함께 필라델피아 필리스로 이적되었다.
2006년 뉴욕 메츠와의 경기의 첫회에서 로언드는 시티즌 뱅크 파크의 센터로 스매시하면서 눈부신 활약을 만들었다. 그는 코가 깨지고 자신의 얼굴이 찢어졌다. 비가 내려 단축된 5회 경기에서 필리스는 2 대 0으로 우승하였다. 그는 7시간 동안 수술을 받고 15일간의 장애자 명단에 올려졌다. 그는 5월 27일에 복귀하였다.
8월 21일 시카고 컵스를 상대로 하는 경기에서 로언드는 내야수 체이스 유틀리와 충돌하여 발목이 부러졌다. 그는 정규 시즌의 나머지를 위한 장애자 명단에 올려졌다.

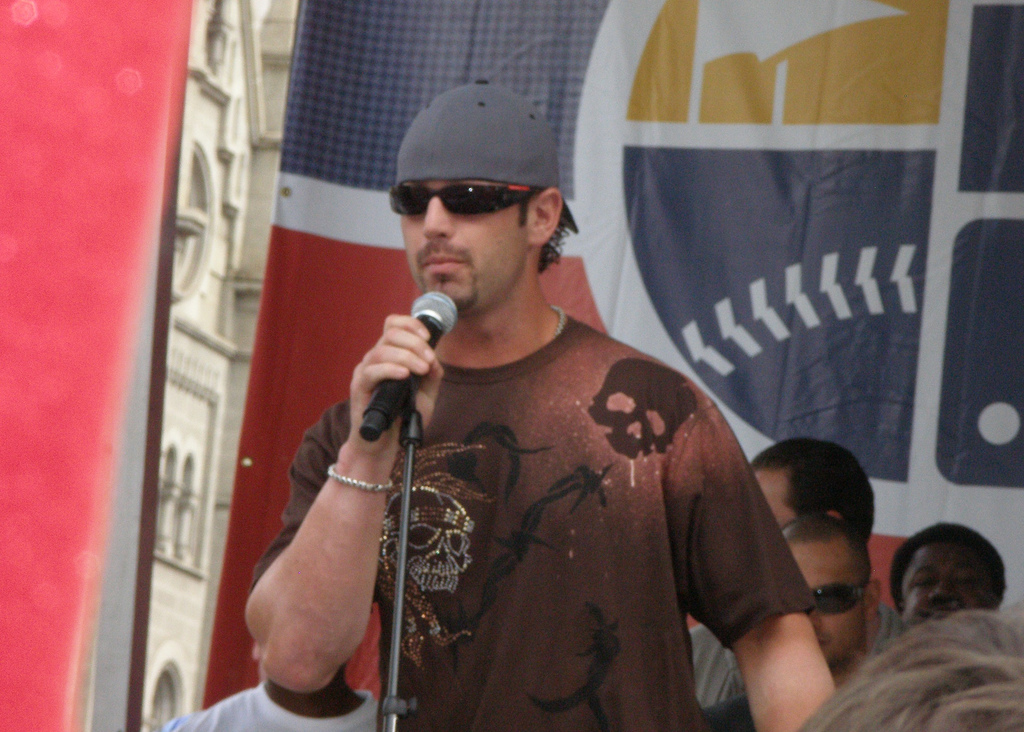
2007년 필리스의 대집회에서

계약적 해 2007년은 야구 주위에 통계적과 인정에서 둘다 롤런드의 돌파로 증명되었다. 그는 .309점의 평균, 27개의 홈런, 89개의 타점과 6개의 도루와 함께 끝냈다. 7월 10일 로언드는 샌프란시스코에서 열린 메이저 리그 베이스볼 올스타전에 나가는 데 처음으로 선택되었다. 9회의 말에서 만루와 2개의 아웃과 함께 아메리칸 리그가 5 대 4로 이끌어 나가면서 롤런드는 그해의 월드 시리즈에 아메리칸 리그 홈 필드가 나가는 데 도움을 준 경기의 마지막으로 우익에서 알렉스 리오스에게 날라갔다. 그는 그해에 자신의 외야 활약으로 자신의 첫 골든 글로브상을 수상하였다.

### 샌프란시스코 자이언츠 (2008 ~ 2010)
2007년 12월 12일 로언드는 샌프란시스코 자이언츠와 5년간 6천만 달러 계약을 맺었다. 재건 시즌을 위한 침울한 기대들의 국면에서 로언드는 다음 달에 자이언츠가 디비전 경기를 이길 수 있을 것이라고 선언하였다. 로언드의 예쌍은 현실로 오지 않았지만 이듬해의 자이언츠는 72 대 90의 완료로 분투하였다.
2008년 5월 25일 로언드는 돌핀 스타디움에서 자신의 100번째 경력 홈런을 쳤다.
2009년 7월 10일 9회에서 하나의 아웃과 함께 로언드는 안타의 에드거 곤살레스를 훔치고 조너선 산체스의 무안타 경기를 보호하는 데 센터의 벽에서 도약 포구를 만들었다.
2009년 7월 31일 로언드는 자신의 이전 팀 필리스를 상대로 자신의 1000번째 경력 안타를 수집하였다.
2010년 10월 28일 로언드는 그해의 월드 시리즈의 8회의 말에서 2개의 타점 3루를 쳤다. 그러고나서 텍사스 레인저스에 9 대 0으로 이끄는 자이언츠를 확장시키는 데 안드레스 토레스의 타점 2루를 자기 힘으로 이루었다. 자이언츠는 타이틀을 우승하고 로언드는 자신의 2번째 월드 시리즈 우승을 얻었다.

## 개인 생활
그는 1999년 11월 27일 멜라니 그리펀과 결혼하여 2명의 아들을 두었다 - 테이텀(2001년 8월 10일 생)과 매케이(2004년 12월 5일 생).
필리스와 활약할 당시에 그와 그의 가족은 필라델피아 외부의 델라웨어 카운티에 있는 가넷 밸리에서 살았다. 최소한 2004년 이래 네바다주 라스베이거스가 자신의 오프 시즌 집으로 지내왔다.
2015년 로언드는 봄의 훈련 기간에 필리스와 화이트삭스를 위한 특별 강사를 지냈다. 그는 또한 자신의 아들의 야구 팀의 코치를 맡기도 한다.